# Rennán Espinoza
Rennán Samuel Espinoza Rosales (La Victoria, 27 de septiembre de 1972) es un administrador de empresas y político peruano. Es el actual alcalde del distrito de Puente Piedra para el periodo 2023-2026 y anteriormente ejerció dicho cargo en 2 ocasiones. También se desempeñó como congresista de la República en 2 periodos.

## Biografía
Nació en el distrito de La Victoria, el 27 de septiembre de 1972. Hizo sus estudios escolares en el Colegio Santísima Trinidad del distrito de Puente Piedra.
Realizó estudios de Administración de empresas por la Universidad de San Martín de Porres de Lima y un diplomado en Gestión Municipal en ESAN Sin embargo no terminó ninguna de sus carreras, y solo estudio 1 año o 3 dependiendo la institución, como lo demuestra su HOJA DE VIDA según JNE. 
Fue Administrador del Mercado Huamantanga desde 1998.

## Vida política

### Alcalde de Puente Piedra
Fue militante del partido Perú Posible liderado por Alejandro Toledo y su primera participación en la política fue en las elecciones municipales del 2002 como candidato a la alcaldía del distrito de Puente Piedra. Espinoza fue elegido con la mayoría del electorado para el periodo municipal 2003-2006.
Entre sus gestiones, destacada el Fondo Municipal de Becas, que beneficia a los mejores alumnos a estudiar en las mejores universidades. Las becas han recibidos muchos galardones y elogios y varios premios, citando al "Premio por las Buenas Prácticas Gubernamentales", recibiendo innovaciones de la Municipalidad Metropolitana de Lima.
Rennán Espinoza fue nuevamente reelegido en las elecciones municipales del 2006 para un segundo periodo y luego intentó nuevamente su reelección en las elecciones del 2010, sin embargo, no resultó reelegido.

### Congresista de la República
Al no lograr la rerreelección como alcalde, Espinoza decidió postular al Congreso de la República con el número 19 de la lista de la Alianza Perú Posible por el distrito de Lima en las elecciones generales del 2011. Logró ser elegido con 60 791 votos para el periodo parlamentario 2011-2016.
Culminando su gestión, intentó ser reelegido en las elecciones del 2016, sin embargo, no resultó reelegido y renunció a Perú Posible debido a los cuestionamientos de Alejandro Toledo por casos de corrupción.
Para las elecciones parlamentarias del 2020, se afilió al partido Somos Perú y postuló nuevamente al Congreso donde logró ser elegido para el breve periodo 2020-2021.